# Enicognathus leptorhynchus
Il parrocchetto beccosottile (Enicognathus leptorhynchus P.P.King, 1831) è un uccello della famiglia degli Psittacidi.

## Descrizione
Pappagallo caratterizzato dalla lunghezza e ricurvatura del ramo superiore del becco, che si presenta piuttosto leggero e sottile e di colore nerastro. Ha taglia attorno ai 40 cm e la colorazione generale verde chiaro, fronte rossa, penne della corona e del dorso verdi bordate di nero a conferire un effetto a scaglie. La coda è rosso mattone, come lo scudo ventrale. L'iride è arancio e le zampe grigie. I giovani sono caratterizzati dalla mandibola superiore più corta e dal piumaggio più scuro.

## Biologia
È essenzialmente uccello di foresta che frequenta le zone aperte e i coltivi solo in primavera quando scende in pianura. Durante la migrazione vola alto e si muove in stormi anche di 300 individui. È gregario e vive in colonia anche durante la riproduzione che avviene a partire da novembre. La femmina depone le uova, da 4 a 8, nel cavo di un albero o, in mancanza, in un anfratto roccioso o, alla disperata, costruisce un nido a coppa nel fitto della vegetazione. La cova dura circa 25 giorni. Si nutre prevalentemente di noci (è goloso di quelle di Araucaria araucana), bacche, frutta, semi, germogli e radici.

## Distribuzione e habitat
Vive in Cile centrale e meridionale, dalla costa fino attorno ai 2000 metri e anche oltre. In natura è in declino, in cattività si registra un buon numero di coppie riproducenti ma non è una specie diffusa.